# Sinagoga de Satanás
Sinagoga de Satanás (em grego: συναγωγή τὸν Σατανᾶς, transliterado para: synagoge tou satana) é uma expressão presente no livro de Apocalipse, nas cartas às igrejas cristãs primitivas de Esmirna e Filadélfia.  
O versículo tem sido usado com frequência para justificar o ódio contra todos os judeus ou subconjuntos específicos de judeus modernos, o que os estudiosos acadêmicos geralmente consideram uma ignorância do contexto bíblico, com base no fato de que o suposto autor do Apocalipse provavelmente era judeu. 
Essa expressão é um resumo da teologia Neotestamentaria, presente principalmente nas cartas paulinas, onde os judeus que rejeitaram Cristo e perseguiram os cristãos não eram verdadeiros judeus. Isso está bem claro principalmente em Galatas 4 e Romanos 9.

## Usos da expressão no Apocalipse
A primeira passagem na qual a expressão é utilizada no livro de Apocalipse é direcionada à igreja em Esmirna e está relacionada com uma disputa interna entre grupos da Judeia que debatiam a forma como judeus deveriam relacionar com Roma durante o reinado de Domiciano; nesta disputa um grupo acusa o outro de não ser realmente judeu.
Ao anjo da igreja em Esmirna escreve: Isto diz o primeiro e o último, que foi morto e tornou a viver: Sei a tua tribulação e a tua pobreza (mas tu és rico), e a calúnia daqueles que se dizem ser judeus, e não o são, mas são sinagoga de Satanás.

—  Apocalipse 2:8-9
A segunda passagem, de acordo com os teólogos Robert Jamieson, Andrew Robert Fausset e David Brown, trazem à igreja da Filadélfia uma promessa maior do que à de Esmirna. Para Esmirna, a promessa era de que "a sinagoga de Satanás" não prevaleceria contra os fiéis nela: para Filadélfia, que ela deveria até mesmo conquistar alguns da "sinagoga de Satanás" para que caíssem sobre seus rostos e confessassem que Deus está nela de fato.
Ao anjo da igreja em Filadélfia escreve: Isto diz o Santo, o Verdadeiro, o que tem a chave de Davi, o que abre e ninguém fechará, o que fecha e ninguém abre: Sei as tuas obras (eis que tenho posto diante de ti uma porta aberta, que ninguém pode fechar), que tens pouca força, e guardaste a minha palavra e não negaste o meu nome. Eis que farei que alguns da sinagoga de Satanás, que dizem ser judeus, e não o são, mas mentem, eis que farei que venham prostrar-se aos teus pés e conheçam que eu te amei.

Apocalipse 3:7-9

## Outros usos da expressão
O pastor estadunidense Billy Graham usou a frase "sinagoga de Satanás" para se referir a judeus em uma conversa privada na Casa Branca com o Presidente Richard Nixon em 1973. Quando as gravações da conversa foram divulgadas muitos anos depois, Graham se desculpou pelo que muitos consideraram ser comentários antissemitas.
Em 1653, as quakers Elizabeth Williams e Mary Fisher atacaram membros do Sidney Sussex College em Cambridge como "Anticristos" e chamaram seu colégio de "uma gaiola de aves impuras e uma sinagoga de Satanás". Por isso, foram publicamente castigadas.
A encíclica Etsi Multa luctuosa, escrita pelo Papa Pio IX em 1873, refere-se à Maçonaria como "a sinagoga de Satanás".